# Micheon de Goguryeo
Rey Micheon de Goguryeo (murió en 331, r. 300–331) fue el 15° gobernante de Goguryeo, uno de los Tres Reinos de Corea.

## Biografía
Micheon fue bisnieto de 13° rey, Seocheon e hijo de Go Dol-go que fue asesinado por su hermano mayor, Bongsang.
Los registros históricos coreanos dicen que huyó y trabajó como criado, con una vida miserable, y que otra vez salió a vender sal a unas aldeas del norte de la capital, con pocos beneficios. En palacio, el rey Bongsang continuaba perdiendo la popularidad de su gente por su mala conducta, lo que resultó en un golpe de Estado de su primer ministro y otros vasallos, que colocó a Micheon en el trono.

## Reinado
Micheon desarrolló continuamente la fuerza nacional de Goguryeo. Como la dinastía Jin de China perdió su influencia dentro de su territorio lejos de la capital, Goguryeo expandió su territorio a la península de Liaodong y otras fortalezas alrededor de Manchuria y el norte de Corea. Las comandancias fueron logradas después de la caída de Gojoseon, el primer país proto-coreano en 108 a. C.. A pesar de las guerras repetidas, la influencia china no se eliminó fácilmente. A fin de eliminar los obstáculos para la conquista dentro de China, Micheon empezó su primera campaña en 302 contra la comandancia de Xuantu, Asegurando el paso entre Jin y las comandancias, Goguryeo sometió a la comandancia de Lelang en 313 y a la de Daifang en 314, en torno al río Taedong, ahora Pionyang, después de atacar Seoanpyeong (西安平; ahora  Dandong) en Liaodong. Los sucesos de conquista en torno a Manchuria y Corea tuvieron significación, ya que 400 años de la influencia china en la peniísula coreana fueron totalmente eliminados.
Micheon se enfrentó a una expansión masiva en el oeste, particularmente de los Murong Bu, una facción de la gente de Xianbei. Aunque Goguryeo formó la alianza con otras tribus de Xianbei, su contraataque no tuvo éxito. En 319, un general de Goguryeo, Yeo Noja (여노자, 如奴子) fue capturado. Tanto Goguryeo como los Murong Bu intentaron segurar su fuerza en Liaodong y Manchuria pero ninguno pudo ejercer la hegemonía. En 330, la corte coreana envió una delegación a Zhou posterior para divertir al enemigo por un flanco oeste de Murong bu.
Micheon murió y fue enterrado en 331 en Micheon-won, literalmente «el jardín de un arroyo hermoso».